# Masdevallia pteroglossa
Masdevallia pteroglossa är en orkidéart som beskrevs av Rudolf Schlechter. Masdevallia pteroglossa ingår i släktet Masdevallia och familjen orkidéer.
Artens utbredningsområde är Colombia. Inga underarter finns listade i Catalogue of Life.